# Ragazza con camicetta
Ragazza con camicetta è un dipinto a olio su tela (92 × 60 cm) realizzato nel 1917 dal pittore italiano Amedeo Modigliani.
Fa parte di una collezione privata.